# Teorema del confronto

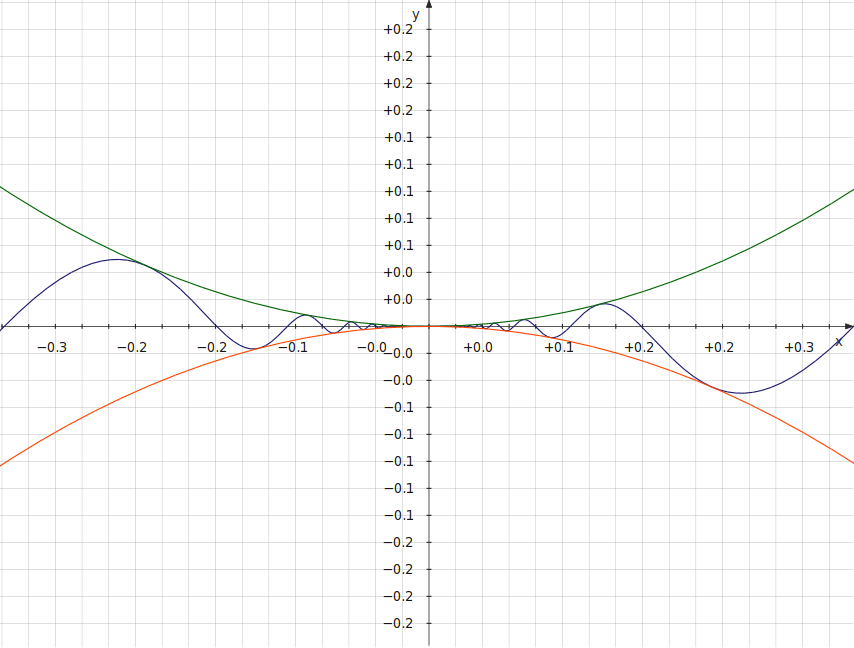
Grafico della funzione, che illustra il teorema

Il teorema del confronto è un teorema di analisi matematica. Assume forme diverse a seconda del contesto, e permette di calcolare il limite di una successione o funzione confrontando questa con altri due oggetti analoghi che "si stringono sempre di più" intorno a quello dato.
È informalmente chiamato teorema dei due carabinieri, per un'allegoria: il teorema sarebbe rappresentato da due carabinieri (due funzioni o successioni {\displaystyle a,c} che si stringono sempre di più) che conducono in arresto un prigioniero (una funzione o successione {\displaystyle b}): questo "tende" sicuramente allo stesso punto dove tendono i carabinieri (il limite comune di {\displaystyle a} e {\displaystyle c}). Sulla base di considerazioni simili, il teorema è talvolta detto anche teorema del sandwich o teorema di compressione.

## Successioni
Il teorema del confronto per le successioni asserisce che se {\displaystyle \{a_{n}\},\{b_{n}\}} e {\displaystyle \{c_{n}\}} sono tre successioni di numeri reali tali che definitivamente (cioè per {\displaystyle n} sufficientemente grande)
{\displaystyle a_{n}\leq b_{n}\leq c_{n}}
e se si ha
{\displaystyle \lim _{n\to +\infty }a_{n}=\lim _{n\to +\infty }c_{n}=l,}
allora anche
{\displaystyle \lim _{n\to +\infty }b_{n}=l.}

### Dimostrazione
Dalla definizione di limite di una successione, si ricava che per ogni {\displaystyle \varepsilon >0} esistono {\displaystyle N,N'} tali che:
{\displaystyle l-\varepsilon <a_{n}<l+\varepsilon ,\qquad \forall n>N,}
{\displaystyle l-\varepsilon <c_{n}<l+\varepsilon ,\qquad \forall n>N'.}
Quindi per ogni {\displaystyle n} maggiore di {\displaystyle M=\max\{N,N'\}} si ottiene:
{\displaystyle l-\varepsilon <a_{n}\leq b_{n}\leq c_{n}<l+\varepsilon .}
Quindi per ogni {\displaystyle \varepsilon >0} esiste un {\displaystyle M} tale che:
{\displaystyle l-\varepsilon <b_{n}<l+\varepsilon ,\qquad \forall n>M.}
In altre parole, la successione {\displaystyle b_{n}} tende a {\displaystyle l}.

### Esempi
La successione:
{\displaystyle b_{n}={\sin n\cos n \over n^{2}}}
è "stretta" fra le successioni:
{\displaystyle a_{n}=-{\frac {1}{n^{2}}},\qquad \ c_{n}={\frac {1}{n^{2}}}}
poiché
{\displaystyle -1\leq \sin n\cos n\leq 1}
implica
{\displaystyle -{\frac {1}{n^{2}}}\leq {\sin n\cos n \over n^{2}}\leq {\frac {1}{n^{2}}},}
per ogni {\displaystyle n}. Entrambe {\displaystyle a_{n}} e {\displaystyle c_{n}} sono infinitesime (convergono cioè a zero), e quindi per il teorema del confronto anche {\displaystyle b_{n}} è infinitesima.

### Corollario
Teoremi di confronto si possono applicare anche per i limiti infiniti. Se {\displaystyle \{a_{n}\},\{b_{n}\}} sono due successioni tali che:
{\displaystyle a_{n}\leq b_{n}}
per ogni {\displaystyle n}, e se
{\displaystyle \lim _{n\to +\infty }a_{n}=+\infty ,}
allora anche
{\displaystyle \lim _{n\to +\infty }b_{n}=+\infty .}
Oppure se
{\displaystyle a_{n}\leq b_{n},}
per ogni {\displaystyle n}, e se
{\displaystyle \lim _{n\to +\infty }b_{n}=-\infty ,}
allora anche
{\displaystyle \lim _{n\to +\infty }a_{n}=-\infty .}

#### Dimostrazione Corollario
Per ipotesi {\displaystyle \lim _{n\to +\infty }a_{n}=+\infty } e pertanto, dalla definizione di limite di una successione, per ogni {\displaystyle M>0} esiste un numero naturale {\displaystyle N} tale che {\displaystyle a_{n}>M} per ogni {\displaystyle n>N}.
Dato che  {\displaystyle b_{n}\geq a_{n}} per ogni {\displaystyle n} si ottiene che:
{\displaystyle b_{n}\geq a_{n}>M.}
Quindi:
{\displaystyle \lim _{n\to +\infty }b_{n}=+\infty .}

## Funzioni
Il teorema del confronto per le funzioni asserisce che, date tre funzioni {\displaystyle f,g,h\colon X\to \mathbb {R} } definite su un dominio {\displaystyle X} di {\displaystyle \mathbb {R} }, e dato un punto di accumulazione {\displaystyle x_{0}} per {\displaystyle X}, se:
{\displaystyle \lim _{x\to x_{0}}f(x)=\lim _{x\to x_{0}}h(x)=l}
ed esiste un intorno {\displaystyle U} di {\displaystyle x_{0}} tale che
{\displaystyle f(x)\leq g(x)\leq h(x),\qquad \forall x\in U\cap X\backslash \left\{x_{0}\right\},}
allora
{\displaystyle \lim _{x\to x_{0}}g(x)=l.}

### Dimostrazione
Per la definizione di limite, per ogni {\displaystyle \varepsilon >0} esistono due intorni {\displaystyle U_{1}} e {\displaystyle U_{2}} di {\displaystyle x_{0}} tali che:
{\displaystyle l-\varepsilon <f(x)<l+\varepsilon \quad \forall x\in U_{1}\setminus \{x_{0}\},}
{\displaystyle l-\varepsilon <h(x)<l+\varepsilon \quad \forall x\in U_{2}\setminus \{x_{0}\}.}
Quindi
{\displaystyle l-\varepsilon <f(x)\leqslant g(x)\leqslant h(x)<l+\varepsilon ,\quad \forall x\in U_{1}\cap U_{2}\cap U\setminus \{x_{0}\}.}
Quindi per ogni {\displaystyle \varepsilon >0} esiste un intorno {\displaystyle U_{1}\cap U_{2}\cap U} tale che
{\displaystyle l-\varepsilon <g(x)<l+\varepsilon ,\quad \forall x\in U_{1}\cap U_{2}\cap U\setminus \{x_{0}\}.}
In altre parole:
{\displaystyle \lim _{x\to x_{0}}g(x)=l.}

### Esempio

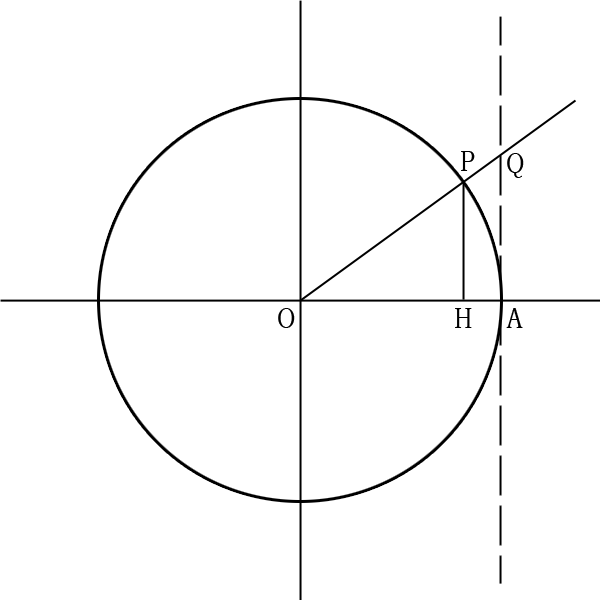
Dimostrazione geometrica del limite con il teorema del confronto

Un'applicazione importante di questo teorema è la verifica del limite:
{\displaystyle \lim _{x\to 0}{\frac {\sin x}{x}}=1.}
Si prenda come riferimento l'immagine a destra. Sia {\displaystyle 0<x<\pi /2} la misura in radianti dell'arco di circonferenza di centro O e raggio unitario.
Allora
{\displaystyle {\overline {PH}}=\sin x,\qquad {\overline {QA}}=\tan x}
Ne segue che
{\displaystyle \sin x<x<\tan x,}
da cui, dividendo per {\displaystyle \sin x}
{\displaystyle 1<{\frac {x}{\sin x}}<{\frac {1}{\cos x}}}
prendendo i reciproci
{\displaystyle \cos x<{\frac {\sin x}{x}}<1}
sapendo che la disuguaglianza non cambia per {\displaystyle -x} e che
{\displaystyle \lim _{x\to 0}\cos x=1,}
sfruttando il teorema del confronto si ottiene:
{\displaystyle \lim _{x\to 0}{\frac {\sin x}{x}}=1.}